# N. A. Bogdan
Nicolai Andriescu-Bogdan, (n. 10 mai 1858, Iași – d. 17 aprilie 1939, Iași) a fost un istoric și scriitor român, mai cunoscut sub pseudonimul de N. A. Bogdan.

## Biografie
N. A. Bogdan își trage originea dintr-o veche familie boierească, unul dintre înaintașii săi fiind postelnicul Dumitru Bogdan, proprietar de moșii. Părinții săi erau Gheorghe Bogdan din Botoșani și Irena Andriescu, fiica preotului de la biserica din Bârnova.
Data sa de naștere nu este cunoscută precis. Deși însuși N. A. Bogdan afirmă într-o Notiță biografică din Dosarul XXI al „Arhivei N. A Bogdan”, păstrat la Biblioteca Centrală Universitară „Mihai Eminescu” din Iași, că s-a născut la 10 mai 1858, în Iași, un act de naștere eliberat de către Primăria municipiului Iași la 2 iulie 1895 stabilește ca dată de naștere ziua de 10 mai 1854.
A făcut studii primare la Școala de la Biserica Sf. Trei Ierarhi din Iași, avându-l ca învățător pe povestitorul Ion Creangă, la care a stat în gazdă aproape trei ani, după propriile spuse. A urmat apoi cursurile liceale la Gimnaziul „Alexandru cel Bun” și la Liceul Național din Iași, fără a le termina, deoarece rămăsese orfan la vârsta de 16 ani (1874).
În perioada 1874-1879 a lucrat ca publicist. Între anii 1875-1876 a redactat o revistă lunară, intitulată Scrieri amuzante. În această perioadă, a publicat în gazetele Femeia română și Telegraful din București (1878) și în publicațiile ieșene Steaua României și Zimbrul (1979). Între 1878-1881 a lucrat ca secretar al Corpului de Portărei al Curții de Apel din Iași.
Între anii 1879-1882, N. A. Bogdan a urmat cursurile Conservatorului de Muzică și Declamațiuni din Iași, absolvite cu premiul I. Începând din 1881, a fost angajat ca gagist la Teatrul Național din Iași (aflat atunci în Copou) și la alte teatre din România, Bucovina și Basarabia. A lucrat apoi ca stenograf la Consiliul Permanent al județului Iași (1891-1893), ofițer al Stării Civile la Primăria Iași, secretar general al Primăriei și prim-ajutor de primar.
În anul 1895 s-a căsătorit cu Alisa-Isabela Baronzi, împreună cu care a efectuat mai multe călătorii în străinătate (Franța, Germania, Belgia), în cursul cărora s-a documentat în arhivele și bibliotecile de acolo.
N. A. Bogdan s-a pensionat în martie 1917, dar și-a continuat activitatea ca publicist, istoriograf, poet și dramaturg. În 1920 era bibliotecar al Societății Franco-Române „Lutetia”.
A locuit în strada Albineț nr. 4, unde a decedat în ziua de 17 aprilie 1939, fiind înmormântat la Cimitirul Eternitatea din Iași.

Mormântul lui N. A. Bogdan de la Cimitirul Eternitatea din Iași.

## Cronicar al Iașului
La propunerea primarului Constantin B. Pennescu (1901-1904), N. A. Bogdan a redactat și tipărit în anul 1904, într-un interval de numai patru luni, lucrarea monografică Orașul Iași - odinioară și astăzi, considerată a fi opera capitală a vieții sale. Această lucrare a fost reeditată în 1913 sub titlul de Orașul Iași - Monografie istorică și socială ilustrată. S-a străduit zadarnic să întocmească și o a treia ediție, „revăzută și mult adăogită”.
De asemenea, a publicat mai multe articole despre Iași în revistele vremii:
- „Iașul - Aspecte istorice asupra trecutului și prezentului vechii capitale a Moldovei” - articol amplu publicat în revista Cele trei Crișuri din Oradea
- „La Roumanie - pays que les Français doivent mieux connaître” (1902) - în Revue Firenziènne (St. Etiènne - Franța)
- „Cea mai veche societate literară românească: Junimea din Iași” - în Cultura poporului din Cluj (27 iulie 1924)
- În Arhiva, a publicat numeroase articole privind istoria Iașului, printre care Bibliografia „Orașului Iași” (1912) - care conținea 238 de referiri la lucrări din autori străini cu privire la trecutul Iașului. Lucrarea va apărea ulterior în broșură.

A rămas în manuscris lucrarea monografică Iașul - leagăn al unirii tuturor românilor, 1916-1918, datată 1936. Cartea a apărut, în îngrijirea istoricului literar Liviu Papuc, la Editura Convorbiri literare/Timpul din Iași în 2018. Tot în îngrijirea lui Liviu Papuc a apărut volumul lui N. A. Bogdan Memoria pământului românesc. Locuri și oameni (Iași: Editura Convorbiri literare/Timpul, 2023).  Liviu Papuc precizează: „Am inclus între aceste coperte scrierile cu mai pronunțat aspect literar ale lui N.A. Bogdan, «Scrisorile» prin care dădea seamă de starea Iașului și a împrejurimilor acestuia la un moment dat, apoi notele de călătorie, evocările unor figuri contemporane, la care am adăugat, în reluare, Iașul – Leagăn al unirii neamului românesc. 1916-1918. Reminiscențe și însemnări, publicată în 2018”.
Ziaristul Ionel Maftei i-a dedicat lui N. A. Bogdan, „cronicarul Iașului autentic”, câteva pagini în volumul II din Personalități ieșene și Aurel Leon în Umbre (vol. IV).

## Activitatea publicistică
N. A. Bogdan a publicat un număr mare de articole în domenii variate, semnate cu numele propriu sau cu pseudonimele Basile N., Cezar, Clio, Dan, Iassiensis, N. a Irinei și altele. El a colaborat la diverse ziare și reviste din țară și străinătate. El a scris la următoarele periodice românești: Steaua României, Zimbrul, Liberalul, Pactul social, Curierul intereselor generale, Arhiva, Mișcarea, Evenimentul, Opinia, Ecoul Moldovei, Telegraful, Femeia Română, Constituționalul, Familia, Gazeta săteanului din Râmnicu Sărat, Amicul familiei din Gherla, Glasul Basarabiei, Curierul Slănicului sau Carmen Silva.
A colaborat și la periodice din străinătate, cum sunt: Revue Parisienne, La Revue Franco-Italienne, L'Université Literaire, Revue Firenziènne și Geflügel Börse (Leipzig).
El însuși a editat mai multe reviste: Scrieri amuzante (1875-1876), foaia literară săptămânală Cabinetul de lectură (1878), Arta (1883-1884) și revista socială și literară Lupta cu viața (1903-1905).

## Distincții
În decursul timpului, N. A. Bogdan a fost decorat cu diverse ordine și medalii, între care Ordinul „Coroana României” în grad de cavaler, acordat de regele Ferdinand I, în 1922, sau Ordinul Ordre des Palmes académiques pentru „servicii aduse Franței”.
În anul 1937 a fost propus de profesorul universitar Ilie Bărbulescu pentru titlul de „Doctor honoris causa” al Facultății de Litere din Iași.

## Scrieri

### Scrieri literare
- Frunze verzi (1892) - versuri și epigrame
- Povestiri și anecdote din popor (1892)
- Și nouă și vechi (1893) - volum de 276 pagini
- Să râdem (1902) - „cronici, satire, amintiri”
- Pentru amintirea lui Ion Creangă (1918) - broșură
- De haz și de necaz (1929) - „miș-maș literar artistic”
- Povești și bazaconii (ed. a III-a, 1936)
- Cuibul fericirii (nedatată) - nuvele
- Istoria neamului românesc povestită în zece șezători de moș Andrei Gurăbogată (Ed. Socec, București, 1937)

### Scrieri dramatice
- originale: 30 de comedii (două volume a câte 15 comedii)
- 6 piese istorice
- Bursucul (1896) - comedie
- Arta de a vorbi, recita și declama (1899) - broșură

### Scrieri monografice
- Orașul Iași - odinioară și astăzi (ed. I, 1904)
- Monografia Universității din Iași, 1860-1905 (1906) - premiată cu Medalia de Aur
- Orașul Iași - Monografie istorică și socială ilustrată (ed. a II-a, 1913-1915)
- Regele Carol I și a doua sa Capitală (1916)
- Societatea Medico-Naturalistă și Muzeul Istorico-Natural din Iași, 1830-1919 (1919)
- Asistența socială în Basarabia (1922)
- Călăuza orașului Iași (1923)
- Din trecutul comerțului moldovenesc și mai ales al celui ieșean (1925)
- Centenarul Farmaciei Centrale Werner cu amănunte asupra tuturor farmaciilor din Iași, 1827-1927 (1927)
- Creditul Funciar Urban din Iași, 1881-1931 (1931)
- Cel mai nou ghid al Iașului (1932)

### Traduceri și adaptări
- Hamlet, Prințul Danemarcei, după Shakespeare, 1887
- Traduceri din Molière, Beaumarchais, Zola, Al. Dumas etc.
- Multe din scrierile dramatice ale lui N. A. Bogdan au fost reprezentate pe scena Teatrului Național din Iași.

1. ↑  „N.A. Bogdan, „Iaşi – Leagăn al Unirii Neamului, 1916-1918. Reminiscenţe şi însemnări", Editura „Convorbiri literare", Timpul, Iaşi, 2018, 222 pagini, Editori Liviu Papuc şi Olga Iordache”. Cotidianul Crai nou. 9 septembrie 2019. Accesat în 3 decembrie 2023.
2. ↑  „Zilele revistei „Convorbiri literare", ajunse la a XXVII-a ediție; Nume grele din literarură, prezente la eveniment”.